# Yangzhou
Yangzhou (in cinese  扬州; in pinyin Yángzhōu) è una città della Cina nella provincia dello Jiangsu.
In epoca medioevale ospitò una colonia mercantile italiana, come testimoniano gli appunti di Odorico da Pordenone ed il ritrovamento della tomba di Katerina Vilioni.

## Storia
Le origini della città risalgono al V secolo a.C., durante il Periodo delle Primavere e degli Autunni, ma Yangzhou acquisì una certa importanza solo con l'imperatore Yangdi, il quale ordinò lo scavo del Grande Canale Imperiale.
Grazie a quest'opera, Yangzhou divenne uno dei principali porti per il commercio estero.
L'esploratore veneziano Marco Polo riferisce di avere lavorato per conto dell'imperatore Kublai Khan per tre anni nella città di Yangzhou, che lui chiama Jangiu ne "Il Milione".

## Curiosità
Il riso saltato (o fritto) che viene comunemente servito in Italia nei ristoranti cinesi col nome di "riso alla cantonese" è conosciuto in Cina col nome di "riso alla Yangzhou".

## Amministrazione

### Gemellaggi
- Settimo Torinese
- Rimini